# Esk Highway
Der Esk Highway ist eine Fernstraße mit Nordosten des australischen Bundesstaates Tasmanien. Sie verbindet den Midland Highway (N1) südlich von Launceston mit dem an der Ostküste der Insel verlaufenden Tasman Highway (A3).

## Verlauf
Südöstlich von Conara zweigt der Esk Highway vom Midland Highway nach Osten ab und führt in das Tal des South Esk River nach Avoca, wo die Storys Creek Road (B42) nach Norden führt. Von dort folgt die Straße weiter dem South Esk River flussaufwärts nach Fingal, wo die Storys Creek Road wieder von Westen auf den Esk Highway trifft. Nun folgt der Highway dem Break O’Day River nach Osten bis St Marys.
Dort teilt die A4 sich in zwei Äste auf: Der Esk Highway führt nach Nordosten über den St. Marys Pass und trifft westlich von Falmouth auf den Tasman Highway. Der andere Ast, die Elephant Pass Road, verläuft nach Südosten über den Elephant Pass und ist in Chain of Lagoons an den Tasman Highway angebunden.